# (35065) 1988 SU1
(35065) 1988 SU1 es un asteroide perteneciente al cinturón de asteroides descubierto el 16 de septiembre de 1988 por Schelte John Bus desde el Observatorio Interamericano del Cerro Tololo, La Serena, Chile.

## Designación y nombre
Designado provisionalmente como 1988 SU1.

## Características orbitales
1988 SU1 está situado a una distancia media del Sol de 2,993 ua, pudiendo alejarse hasta 3,126 ua y acercarse hasta 2,860 ua. Su excentricidad es 0,044 y la inclinación orbital 11,50 grados. Emplea 1891,97 días en completar una órbita alrededor del Sol.

## Características físicas
La magnitud absoluta de 1988 SU1 es 13,1. 